# Нелінійне середовище
Нелінійне середовище — фізичне середовище, відгук на зовнішні збурення в якому є суттєво нелінійною функцією від величини збурення.
Характерною особливістю нелінійного середовища є відсутність суперпозиції — результат дії одного збурення залежить від наявності та величини іншого.

## Хвилі в нелінійному середовищі
У нелінійному середовищі утворюються хвилі з частотами, відмінними від частот хвиль, що були до початку взаємодії.
Збудження і рух в нелінійному середовищі одиничної гармонічної хвилі також супроводжується утворенням нових хвиль з частотами, відмінними від основної, початкової частоти коливань.
Математично нелінійність виражається в присутності амплітудних коливань {\displaystyle a} в дисперсійному співвідношенні. Наприклад, для деяких нелінійних хвиль дисперсійне співвідношення має вигляд:
{\displaystyle \omega =c_{0}\varkappa (f_{1}(\varkappa )a^{2}+f_{2}(\varkappa )a^{4}+\ldots )},
де {\displaystyle f_{1},f_{2}} в загальному випадку функції хвильового числа {\displaystyle \varkappa } . При {\displaystyle f_{1},f_{2}\ll 1} прийнято говорити про слабонелінійне середовище. Якщо {\displaystyle c_{0}} постійна величина то перший член в правій частині описує лінійну хвилю у відсутності дисперсії. Із співвідношення видно, що по мірі розповсюдження хвилі з початковою амплітудою {\displaystyle a} окрім основної частоти коливань {\displaystyle {\omega }_{0}=c_{0}{\varkappa }} що відповідає початку взаємодії гармонічної хвилі і середовища, виникають нові хвилі з більшими частотами.